# Правило Бахметьєва
Правило Бахметьєва — встановлене  П. І. Бахметьєвим (1899) правило, згідно з яким при різкому зниженні  температури  середовища у  пойкілотермних тварин на певній ділянці тіла відбувається раптовий стрибок температури вгору, а потім нове глибоке падіння. Температурний стрибок приурочений до моменту замерзання тканинної рідини, що супроводжується виділенням прихованої  теплоти плавлення. За ним слідує подальше охолодження тканин, що призводить до наслідків двоякого роду: поступове охолодження призводить до утворення кристалічного льоду, що порушує структуру тканин, у разі ж вкрай швидкого охолодження (100 °С за 1 с) виникає аморфний лід, що не порушує структуру тканин.

## Ресурси Інтернету
- Дедю И. И. Экологический энциклопедический словарь. — Кишинев, 1989
- Словарь ботанических терминов / Под общ. ред. И. А. Дудки. — Киев, Наук. Думка, 1984
- Англо-русский биологический словарь (online версия)
- Англо-русский научный словарь (online версия)